# José Calderón (judoka)
José A.Calderon – wenezuelski judoka.
Brązowy medalista igrzysk Ameryki Środkowej i Karaibów w 2002 roku. Wicemistrz igrzysk boliwaryjskich w 2005. Trzeci na mistrzostwach Ameryki Południowej w 2002 roku.